# Leobodes yinae
Leobodes yinae är en kvalsterart som beskrevs av Aoki 2000. Leobodes yinae ingår i släktet Leobodes och familjen Nippobodidae. Inga underarter finns listade i Catalogue of Life.